# Kayla Pratt
Kayla Pratt (* 27. Mai 1991 in Auckland) ist eine neuseeländische Ruderin. Sie gewann 2014 den Weltmeistertitel im Vierer ohne Steuerfrau.

## Karriere
Bei den Junioren-Weltmeisterschaften 2009 ruderte Kayla Pratt mit dem neuseeländischen Doppelvierer auf dem sechsten Platz. 2011 gewann sie bei den U23-Weltmeisterschaften die Silbermedaille im Achter. Im Jahr darauf gewann sie mit Kelsey Bevan den Titel im Zweier ohne Steuerfrau bei der U23-Weltmeisterschaften.
2013 trat Kayla Pratt im Ruder-Weltcup zusammen mit Rebecca Scown im Zweier an. Nach zwei zweiten Plätzen hinter den Britinnen in Eton und Luzern gewannen Scown und Pratt die Bronzemedaille bei den Weltmeisterschaften in Chungju hinter den Britinnen und den Rumäninnen. 2014 fanden die Weltmeisterschaften in Amsterdam statt. Dort starteten Kayla Pratt, Kelsey Bevan, Grace Prendergast und Kerri Gowler im Vierer ohne Steuerfrau, die neuseeländische Crew gewann den Titel in der Weltbestzeit von 6:14,360 min.
2015 startete Kayla Pratt im Achter. Nach einem fünften Platz bei der Weltcup-Regatta in Varese belegten die Neuseeländerinnen in Luzern den zweiten Platz hinter dem kanadischen Boot. Bei den Weltmeisterschaften 2015 auf dem Lac d’Aiguebelette siegte der US-Achter, die Neuseeländerinnen erhielten die Silbermedaille vor den Kanadierinnen. Der neuseeländische Achter mit Kayla Pratt, Emma Dyke, Ruby Tew, Kelsey Bevan, Grace Prendergast, Kerri Gowler, Genevieve Behrent, Rebecca Scown und Steuerfrau Frances Turner qualifizierte sich damit auch für die Olympischen Sommerspiele 2016. In Rio de Janeiro belegte der neuseeländische Achter bei den Olympischen Spielen 2016 den vierten Platz.